# Роатански агути
Роатански агути (лат. Dasyprocta ruatanica) је сисар из реда глодара (Rodentia) и породице агутија (Dasyproctidae).

## Распрострањење
Ареал врсте је ограничен на острво Роатан, које припада Хондурасу.

## Станиште
Станиште врсте су шуме. 

## Угроженост
Ова врста се сматра угроженом.